# Grup de Folk
El Grup de Folk va ser una agrupació de cantants, conjunts i animadors musicals que entre els anys 1967 i 1968 es van organitzar com a alternativa més o menys popular i festiva als Setze Jutges, dins el moviment de la Nova Cançó a la ciutat de Barcelona.

## Història
En la seva curta trajectòria com a grup van realitzar nombrosos concerts i festivals, entre els quals destaca el multitudinari Festival Folk del Parc de la Ciutadella de Barcelona (9000 persones i 7 hores de música), el maig de 1968. A partir dels enregistraments d'algunes d'aquestes actuacions en directe van editar dos discos de llarga durada: Festival Folk (Als 4 Vents, 1967) i Folk 2 (Als 4 Vents, 1968) [ambdós reeditats el 2003 per la discogràfica Picap en un únic CD]. A banda d'això, molts dels seus membres, en grup o en solitari, van enregistrar discos de curta i llarga durada.
El Grup de Folk no era una formació fixa: la seva composició variava en funció de les actuacions. Alguns dels seus components més actius van ser Jaume Arnella, Xesco Boix, Falsterbo 3 (Eduard Estivill, Joan Boix i Amadeu Bernadet), Pau Riba, Jordi Pujol i Cortès, Albert i Jordi Batiste, Jaume Sisa, Oriol Tramvia, Consol i Ramon Casajoana, Gabriel Jaraba, Josep Maria Camarasa, Jaume Vallcorba o Josep Molí. També en van ser membres, però no apareixen a cap gravació, Maria del Mar Bonet, que va ser introduïda per Pau Riba en contraprestació per les gestions infructuoses que ella va fer per tractar que aquest fos un dels membres de Els Setze Jutges, i Ovidi Montllor, introduït per Montserrat Roig, que no va ser acceptat en un primer intent però si en un segon. Al concert que van fer al Canet Rock del 1975 va ser present Manel Joseph de l'Orquestra Plateria i El Grup el Sac.
A diferència dels Setze Jutges, el repertori del Grup de Folk no era basat en la Cançó Francesa. Les seves influences tenien dos vessants: d'una banda, la recuperació de cançons populars catalanes i, de l'altra, l'adaptació de cançons d'arreu del món, especialment del Folk Song nord-americà, com Pete Seeger o Bob Dylan.
Malgrat la curta existència del Grup de Folk, fou important per l'impuls i la posterior projecció d'alguns dels seus components, en dues línies, derivades dels dos vessants de les seves influències. D'una banda, la línia dels cantants i grups que agafen la música i la cançó tradicionals catalanes per desenvolupar un univers propi, com Jaume Arnella, obriran la porta anys més tard a experiències com La Murga, Primera Nota i el cicle Tradicionàrius. Entre els que s'inclinen per la influència del món anglosaxó, tant del rock com del folk, alguns evolucionaren cap a experiències avantguardistes, provocadores i fins i tot iconoclastes, com Sisa, Pau Riba o Ia & Batiste.
Trenta anys després de la seva dissolució, alguns dels membres del Grup de Folk es van tornar a unir per actualitzar les cançons de sempre, tocar-les de nou en directe i enregistrar-les en dos discos: Els temps encara estan canviant. Les cançons del Grup de Folk (DiscMedi-Blau 2001) i Els temps encara estan canviant. Les cançons del Grup de Folk 2 (DiscMedi-Blau, 2003). També van enregistrar el disc d'homenatge a Xesco Boix Què fas, polissó? (DiscMedi-Blau (2008).
El 2018 es van retrobar en un concert commemoratiu al Parc de la Ciutadella.

## Discografia
- 1967 - Festival folk
- 1968 - Folk 2
- 1975 - Folk 5
- 2001 - Els Temps Encara Estan Canviant
- 2003 - Els Temps Encara Estan Canviant II
- 2007 - Què fas polissó?